# Nicolai Abildgaard
Nicolai Abraham Abildgaard (11 tháng 9 năm 1743 - 4 tháng 6 năm 1809) là một họa sĩ, nhà điêu khắc, kiến trúc sư, và giáo sư vẽ tranh, thần thoại và giáo sư về nghệ thuật vẽ tranh, thần thoại và giải phẫu học tại Học viện Nghệ thuật New Royal Đan Mạch ở Copenhagen, Đan Mạch. Nhiều tác phẩm của ông ở trong Cung điện Christiansborg hoàng gia (một số bị phá hủy bởi hỏa hoạn 1794), Cung điện Fredensborg và Cung điện Levetzau tại Amalienborg.
Abildgaard đã học tại Học viện từ năm 1764 đến năm 1767, sau đó làm việc ở đó với tư cách là người học việc và chuyển đến Rome năm 1772–1777, nơi ông nghiên cứu điêu khắc, kiến trúc, trang trí, bích họa (tại Palazzo Farnese) và tranh tường. Ông trở lại Học viện ở Copenhagen, được thăng giáo sư năm 1778, và được bầu làm Giám đốc Học viện trong thời gian 1789–1791 và 1801–1809. Ông cũng được chỉ định làm nghệ sĩ / trang trí hoàng gia từ năm 1780 đến năm 1805. Abildgaard đã kết hôn hai lần vào năm 1781 và 1803.

## Cuộc đời
Nicolai Abraham Abildgaard sinh ngày 11 tháng 9 năm 1743 tại Copenhagen, Đan Mạch, là con trai của Søren Abildgaard, một nhà soạn nhạc cổ vũ danh tiếng, và Anne Margrethe Bastholm.

### Rèn luyện để trở thành họa sĩ
Ông được đào tạo bởi một bậc thầy vẽ tranh trước khi gia nhập Học viện Nghệ thuật New Royal Đan Mạch (Det Kongelige Danske Kunstakademi) ở Copenhagen, nơi ông theo học dưới sự hướng dẫn của Johan Edvard Mandelberg và Johannes Wiedewelt. Ông đã giành được một loạt huy chương tại Học viện vì tài năng của ông từ năm 1764 đến năm 1767. Huy chương vàng lớn của Học viện giành được năm 1767 bao gồm một khoản trợ cấp du lịch, mà ông đã đợi năm năm để nhận được. Ông đã hỗ trợ giáo sư Mandelberg của Học viện với tư cách là một người học việc vào khoảng năm 1769 và để vẽ các đồ trang trí cho cung điện hoàng gia tại Fredensborg. Những bức tranh này là cổ điển, chịu ảnh hưởng của các nghệ sĩ cổ điển Pháp như Claude Lorrain và Nicolas Poussin. Mandelberg đã học ở Paris dưới François Boucher.

### Học thuật và làm họa sĩ
Ngay sau khi gia nhập học viện, ông được vinh danh với sự chỉ định của Giáo sư vào năm 1778. Ông làm việc như một họa sĩ học thuật của trường tân cổ điển. Từ năm 1777 đến năm 1794, ông đã làm việc rất hiệu quả với tư cách là một nghệ sĩ ngoài vai trò của mình tại trường. Ông dạy vẽ, thần thoại, và giải phẫu tại trường. Ông đã sản xuất không chỉ các tác phẩm hoành tráng mà còn sáng tạo các tác phẩm nhỏ như họa tiết và minh họa. Ông thiết kế trang phục Old Norse. Ông minh họa các tác phẩm của Socrates và Ossian.  Ông đã quan tâm đến tất cả cách cư xử của thần thoại, kinh thánh và văn học ám chỉ.
 Ông đã dạy một số họa sĩ nổi tiếng, bao gồm Asmus Jacob Carstens, nhà điêu khắc Bertel Thorvaldsen, và họa sĩ J. L. Lund và Christoffer Wilhelm Eckersberg; sau đó cả hai người đều đảm nhận vị trí giáo sư tại Học viện sau khi ông qua đời. Eckersberg, được gọi là"Cha đẻ của bức tranh Đan Mạch", tiếp tục đặt nền móng cho thời kỳ nghệ thuật được gọi là Thời kỳ hoàng kim của Bức tranh Đan Mạch, là giáo sư tại cùng một Học viện.

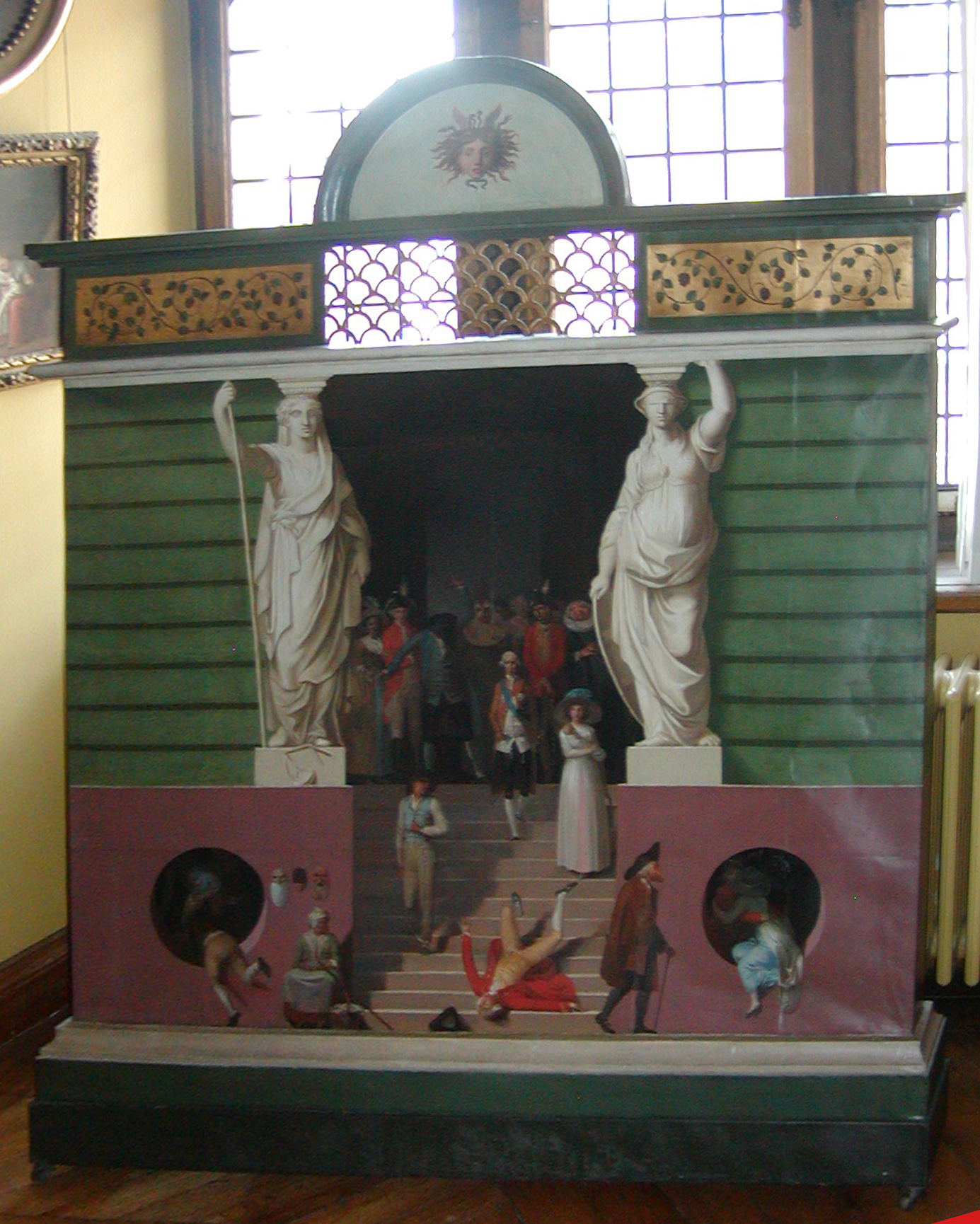

Khoảng năm 1780 là họa sĩ lịch sử hoàng gia, Abildgaard được chính phủ Đan Mạch yêu cầu vẽ những bức tượng đồ sộ lớn, một lịch sử của Đan Mạch, để trang trí toàn bộ Phòng Hiệp sĩ (Riddersal) tại Cung điện Christiansborg. Đó là một nhiệm vụ có uy tín và sinh lợi. Các bức tranh kết hợp không chỉ mô tả lịch sử, mà còn các yếu tố ngụ ngôn và thần thoại để tôn vinh và làm hãnh diện chính phủ. Các mảnh cửa được mô tả, trong câu chuyện ngụ ngôn, bốn giai đoạn lịch sử trong lịch sử châu Âu. Abilgaard sử dụng câu chuyện ngụ ngôn hình ảnh như chữ tượng hình, để truyền đạt ý tưởng và truyền tải thông điệp qua các biểu tượng cho một công chúng tinh tế, người đã được bắt đầu vào hình thức tượng trưng này. Giáo sư của Abildgaard là Johan Edvard Mandelberg đã cung cấp đồ trang trí cho căn phòng.

## Sự đánh giá
Mặc dù Nicolai Abildgaard giành được danh tiếng to lớn trong thế hệ riêng của mình và giúp dẫn đến thời kỳ nghệ thuật được gọi là Thời kỳ hoàng kim của Bức tranh Đan Mạch, tác phẩm của ông ít được biết đến bên ngoài Đan Mạch. Phong cách của ông là cổ điển, mặc dù với một xu hướng lãng mạn. Theo cuốn Encyclopædia Britannica Eleventh Edition,"anh ấy là một nhà lý thuyết lạnh lùng, lấy cảm hứng từ thiên nhiên nhưng theo nghệ thuật. Anh ấy có ý thức về màu sắc. Là một họa sĩ kỹ thuật, anh ấy đạt được thành công đáng kể, phong cách của anh ấy rất hài hòa, nhưng đối với mắt người nước ngoài hiếm khi thú vị." Một bức chân dung của ông được vẽ bởi Jens Juel đã được thực hiện thành một huy chương của người bạn của ông Johan Tobias Sergel. Tháng Tám Vilhelm Saabye đã điêu khắc một bức tượng của ông vào năm 1868, dựa trên những bức chân dung đương đại.